# Beeston and Stapleford

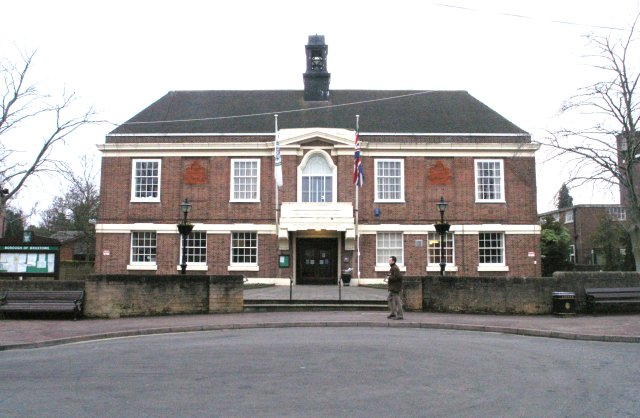
Hôtel de ville de Beeston

Le district de Beeston and Stapleford au sein du comté de Nottinghamshire en 1970.

Beeston and Stapleford est une ancienne subdivision administrative du Nottinghamshire, en Angleterre.

## Histoire
Le district urbain de Beeston and Stapleford est créé en 1935. Outre les villes de Beeston et Stapleford, il comprend également les paroisses de Bramcote, Chilwell et Toton.
Ce district disparaît le 1er avril 1974, avec l'entrée en vigueur du Local Government Act 1972. Il fusionne avec le district urbain d'Eastwood et une partie du district rural de Basford pour former le district de Broxtowe.